# سنجر چنگ
سنجر چنگ (به انگلیسی: Sanjar Chang) یک منطقهٔ مسکونی در پاکستان است که در ناحیه تندو الله‌یار واقع شده‌است. سنجر چنگ ۳۵٬۱۶۹ نفر جمعیت دارد.